# Katherine Bailess
Katherine Bailess (* 24. April 1980 in Vicksburg, Mississippi) ist eine US-amerikanische Schauspielerin, Sängerin und Tänzerin.

## Leben und Leistungen
Bailess nahm als Kind und Teenager Tanzunterricht. Sie erhielt eine Ausbildung am New Yorker Broadway Dance Center und an einem Theater in Florida. Bailess studierte Tanz- und Theaterkunst am Marymount Manhattan College, danach folgte ein Studium am William Esper Studio.
Bailess debütierte in einer größeren Rolle in der Komödie The Bootlegger aus dem Jahr 2001. Zwei Jahre später spielte sie neben Kelly Clarkson und Justin Guarini eine größere Rolle in der Musikkomödie From Justin to Kelly. Die Schauspielerin lebt in Los Angeles.

## Filmografie (Auswahl)
- 2001: The Bootlegger (Kurzfilm)
- 2003: From Justin to Kelly
- 2004: Girls United Again (Bring It on Again)
- 2005: One Tree Hill (Fernsehserie, 6 Folgen)
- 2005: Gilmore Girls (Fernsehserie, Staffel 5, Folgen 6 und 7)
- 2006: Sea of Fear
- 2007: Navy CIS (NCIS, Fernsehserie, Staffel 4, Folge 9)
- 2007: The Loop (Fernsehserie, 2 Folgen)
- 2010: Elle: A Modern Cinderella Tale
- 2012: Class with Chadwick Chubb
- 2013: 2 Dead 2 Kill
- 2013–2018: Hit the Floor (Fernsehserie, 41 Folgen)
- 2017: A Very Sordid Wedding
- 2018: He Loved Them All (Fernsehfilm)
- 2019: The Naughty List (Fernsehfilm)
- 2020: Dashing in December (Fernsehfilm)